# Clubiona pongolensis
Clubiona pongolensis är en spindelart som beskrevs av Lawrence 1952. Clubiona pongolensis ingår i släktet Clubiona och familjen säckspindlar. Inga underarter finns listade i Catalogue of Life.